# Nabil Bahoui
Nabil Bahoui (Stockholm, 1991. február 5. –) svéd válogatott labdarúgó, csatár.

## Pályafutása

### Klubcsapatokban
Bahoui a svéd fővárosban, Stockholmban született. Az ifjúsági pályafutását a helyi Mälarhöjdens csapatában kezdte, majd 2003-ban a Brommapojkarna akadémiájánál folytatta.
2008-ban mutatkozott be a Brommapojkarna első osztályban szereplő felnőtt csapatában. 2010-ben és 2011-ben a harmadosztályú Gröndals és Akropolis, illetve a másodosztályú Väsby United csapatát erősítette kölcsönben. 2013-ban átigazolt az AIK-hoz. A 2015–16-os szezonban a szaúd-arábiai Al-Ahlinál játszott. 2016 februárjában a Hamburger SV csapatához szerződött. 2016. március 6-án, a Hertha BSC ellen 2–0-ra megnyert mérkőzés 88. percében, Nicolai Müller cseréjeként debütált.
2017-ben a svájci első osztályban érdekelt Grasshoppershez igazolt. Először a 2017. július 29-ei, Young Boys elleni mérkőzés 67. percében, Charles Pickelt váltva lépett pályára. A 2018-as szezon első felében az AIK csapatánál szerepelt kölcsönben. Első gólját 2018. augusztus 4-én, a Basel ellen 4–2-re elvesztett találkozón szerezte. 2019 februárja és júliusa között a holland De Graafschapnál játszott. 2019. július 25-én 3½ éves szerződést kötött az AIK együttesével. Először a 2019. augusztus 8-ai, a moldáv Sheriff Tiraspol elleni Európa-liga-selejtező 76. percében, Kolbeinn Sigþórsson cseréjeként lépett pályára. A ligában 2019. augusztus 11-én, az Eskilstuna ellen 4–2-re megnyert mérkőzésen debütált és emellett első két gólját is megszerezte a klub színeiben.

### A válogatottban
Bahoui 2010-ben egy mérkőzés erejéig tagja volt a svéd U19-es válogatottnak.
2014-ben debütált a felnőtt válogatottban. 2014. január 17-én, Moldova ellen 2–1-re megnyert barátságos mérkőzésen lépett pályára.

## Statisztikák
2023. március 18. szerint.
| Klub                      | Szezon   | Osztály                   | Bajnokság | Bajnokság | Kupa  | Kupa | Nemzetközi | Nemzetközi | Összesen | Összesen |
| Klub                      | Szezon   | Osztály                   | Meccs     | Gól       | Meccs | Gól  | Meccs      | Gól        | Meccs    | Gól      |
| ------------------------- | -------- | ------------------------- | --------- | --------- | ----- | ---- | ---------- | ---------- | -------- | -------- |
| Brommapojkarna            | 2009     | Allsvenskan               | 8         | 2         | 1     | 0    | —          | —          | 9        | 2        |
| Brommapojkarna            | 2010     | Allsvenskan               | 6         | 0         | 1     | 0    | —          | —          | 7        | 0        |
| Brommapojkarna            | 2011     | Superettan                | 13        | 0         | 2     | 3    | —          | —          | 15       | 3        |
| Brommapojkarna            | 2012     | Superettan                | 28        | 15        | 0     | 0    | —          | —          | 28       | 15       |
| Brommapojkarna            | Összesen | Összesen                  | 55        | 17        | 4     | 3    | 0          | 0          | 59       | 20       |
| Gröndals (kölcsönben)     | 2010     | Division 1 Norra          | 3         | 1         | 0     | 0    | —          | —          | 3        | 1        |
| Väsby United (kölcsönben) | 2010     | Superettan                | 8         | 1         | 0     | 0    | —          | —          | 8        | 1        |
| Akropolis (kölcsönben)    | 2011     | Division 1 Norra          | 3         | 0         | 0     | 0    | —          | —          | 3        | 0        |
| AIK                       | 2013     | Allsvenskan               | 29        | 7         | 0     | 0    | —          | —          | 29       | 7        |
| AIK                       | 2014     | Allsvenskan               | 26        | 14        | 2     | 2    | 3          | 1          | 31       | 17       |
| AIK                       | 2015     | Allsvenskan               | 9         | 5         | 0     | 0    | 1          | 2          | 10       | 7        |
| AIK                       | Összesen | Összesen                  | 64        | 26        | 2     | 2    | 4          | 3          | 70       | 31       |
| Al-Ahli                   | 2015–16  | Saudi Professional League | 10        | 0         | 0     | 0    | —          | —          | 10       | 0        |
| Hamburger SV              | 2015–16  | Bundesliga                | 6         | 0         | 0     | 0    | —          | —          | 6        | 0        |
| Hamburger SV              | 2016–17  | Bundesliga                | 1         | 0         | 0     | 0    | —          | —          | 1        | 0        |
| Hamburger SV              | Összesen | Összesen                  | 7         | 0         | 0     | 0    | 0          | 0          | 7        | 0        |
| Grasshoppers              | 2017–18  | Swiss Super League        | 12        | 0         | 2     | 1    | —          | —          | 14       | 1        |
| Grasshoppers              | 2018–19  | Swiss Super League        | 17        | 3         | 0     | 0    | —          | —          | 17       | 3        |
| Grasshoppers              | Összesen | Összesen                  | 29        | 3         | 2     | 1    | 0          | 0          | 31       | 4        |
| AIK (kölcsönben)          | 2018     | Allsvenskan               | 11        | 3         | 4     | 1    | —          | —          | 15       | 4        |
| De Graafschap             | 2018–19  | Eredivisie                | 11        | 1         | 0     | 0    | —          | —          | 11       | 1        |
| AIK                       | 2019     | Allsvenskan               | 8         | 2         | 0     | 0    | 4          | 1          | 12       | 3        |
| AIK                       | 2020     | Allsvenskan               | 17        | 4         | 2     | 0    | —          | —          | 19       | 4        |
| AIK                       | 2021     | Allsvenskan               | 27        | 10        | 0     | 0    | —          | —          | 27       | 10       |
| AIK                       | 2022     | Allsvenskan               | 23        | 6         | 5     | 7    | 3          | 0          | 31       | 13       |
| AIK                       | Összesen | Összesen                  | 75        | 22        | 7     | 7    | 7          | 1          | 89       | 30       |
| Qatar SC                  | 2022–23  | QSL                       | 5         | 0         | 1     | 0    | —          | —          | 6        | 0        |
| Összesen                  | Összesen | Összesen                  | 281       | 74        | 20    | 14   | 11         | 4          | 312      | 92       |

## Sikerei, díjai
AIK
- Allsvenskan
  - Bajnok (1): 2018
  - Ezüstérmes (2): 2013, 2021

Brommapojkarna
- Superettan
  - Feljutó (1): 2012